# Pedro Mesía de Tovar
Pedro Mesía de Tovar y Paz (Madrid, 4 de diciembre de 1614 - Sevilla, julio de 1664), II conde de Molina de Herrera, fue un noble español que desempeñó diversos cargos al servicio de la corona, siendo rey Felipe IV. En 1662 fue nombrado asistente de la ciudad de Sevilla, permaneciendo en el cargo hasta su fallecimiento en 1664.

## Historia de la familia
Su padre don Pedro Mesía de Tovar, Conde de Molina de Herrera, fue junto con Juan Pedraza uno de los fundadores del convento de Santa Clara en el municipio de Villacastín. Sus restos están enterrados en dicho convento junto a los restos de su segunda esposa, su hija, su nuera y sus dos nietos.

## Biografía
Hijo de Pedro Mesía de Tovar, primer conde de Molina de Herrera, asistió el 7 de marzo de 1632 en compañía de su padre a la jura del príncipe Baltasar Carlos de Austria.  Como capitán de infantería, participó en la toma del castillo de Salses el 6 de enero de 1640, siendo recompensado por el rey con el cargo de miembro del Consejo de Hacienda, puesto que conservó hasta su nombramiento como Asistente de la ciudad de Sevilla, del que tomó posesión el 13 de diciembre de 1662, permaneciendo en el mismo hasta julio de 1664 en que falleció. Al morir sin descendencia legítima, el título de conde de Molina de Herrera pasó a su hermano Antonio de Tovar y Paz. Aficionado a la poesía en su juventud, se conservan varios poemas de su autoría, uno de ellos en los preliminares al Compendio de la ortografía castellana de Nicolás Dávila (Madrid, 1631), otros incluidos en la Fama póstuma a la vida y muerte del doctor frey Lope de Vega Carpio (Madrid, 1636).
| Predecesor: Pedro Núñez de Guzmán | Asistente de Sevilla 1662 - 1664 | Sucesor: Lorenzo Santos de San Pedro |